# L'ora del lupo (film 1968)
L'ora del lupo (Vargtimmen) è un film del 1968 scritto e diretto da Ingmar Bergman.

## Trama
Johan, pittore di grande fama, vive con la moglie Alma isolato dal mondo: questo perché il suo mondo immaginario sta diventando sempre di più una patologia, tanto da non fargli più capire quale sia la realtà e quale l'immaginazione. La moglie cerca di aiutarlo, ma dovrà anche stare attenta a non rimanere lei stessa vittima dell'oscuro mondo privato del marito.

## Produzione
L'ora del lupo nasce da un manoscritto a cui Bergman ha lavorato per diverso tempo, intitolato I mangiatori d'uomini, titolo riferito alle persone che il protagonista Johan vede nella sua mente e che, metaforicamente, lo stanno divorando.
Girato a Hovs hallar, nella riserva naturale di Skåneleden, in Svezia, le ambientazioni del film ricordano molto l'isola di Fårö, dove il regista vive e si "rifugia" dal mondo, lasciando quindi trapelare molti elementi autobiografici in quest'opera.
Durante il film, poi, Bergman cita Il flauto magico di Wolfgang Amadeus Mozart, opera molto amata dal regista, che ne diresse anche una trasposizione cinematografica.

## Analisi
L'ora del lupo, come spiega lo stesso Johan, è quell'ora tra la notte e l'alba in cui tanta gente muore e nasce, in cui il sonno è più profondo e gli incubi più vividi. Infatti le immagini del film sono particolarmente crude e violente, in un bianco e nero a volte bruciato per esaltare l'ambiguità.
Johan non riesce a vivere nel mondo reale, ma non può neanche rifugiarsi nel suo mondo immaginario perché questo è popolato di inquietanti presenze, che lo feriscono e lo "divorano".
I temi della follia e della solitudine sono centrali nella narrazione. La solitudine è rappresentata attraverso l'isolamento fisico dei personaggi sull'isola deserta e la loro mancanza di connessione con il mondo esterno. Questo isolamento amplifica le ansie e le paure dei protagonisti, portandoli a confrontarsi con i propri demoni interiori.
La follia è esplorata attraverso i personaggi che lottano con la propria percezione della realtà. Johan, il protagonista, è tormentato da visioni e allucinazioni, mentre altri personaggi mostrano segni di instabilità mentale. La linea tra ciò che è reale e ciò che è immaginato diventa sfocata, mettendo in discussione la sanità mentale dei personaggi e portandoli al limite della ragione.

## Riconoscimenti
Il film, uscito il 19 febbraio 1968 in Svezia, in America vince il National Board of Review per la migliore attrice, e il National Society of Film Critics Award per il miglior regista.